# Маклауд, Норман

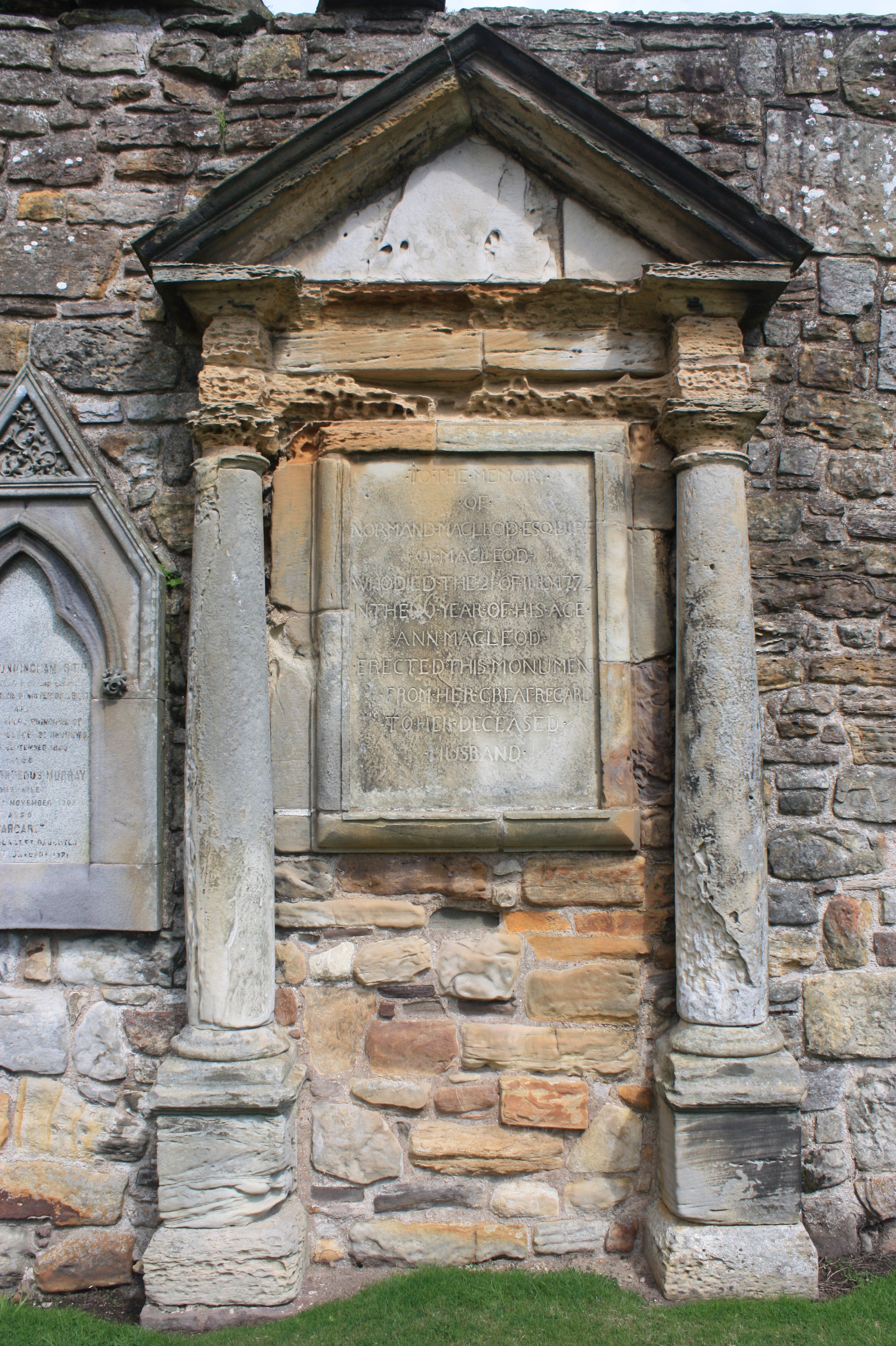
Памятник Норману Маклауду, кладбище собора Святого Андрея

Норман Маклауд из Маклауда (англ. Norman MacLeod of MacLeod), также известный как «Злой человек» (гэльск.  An Droch Dhuine; (29 июля 1705 — 21 июля 1772) — шотландский политик, 22-й глава клана Маклаудов (1706—1772).

## Предыстория
Младший сын Нормана Маклауда (1685—1706), 20-го вождя клана Маклауд (1699—1706), и достопочтенной Энн Фрейзер (1689—1734). Старший брат Нормана, Джон, в младенчестве некоторое время был 21-м главой клана Маклауд после смерти их отца в 1706 году. К 1707 году Джон также умер, и Норман в возрасте одного года стал новым вождем клана.
Норман Маклауд был членом Палаты общин Великобритании от Инвернессшира в 1741—1754 годах. Он редко жил в традиционном месте своих предков — замке Данвеган.

## Корабль людей
Норман Маклауд был ведущей фигурой в скандале 1739 года, развернувшемся вокруг так называемого «Корабля народа» (гэльск. Soitheach nan Daoine), когда он и сэр Александр Макдональд из Слита похитили около 100 своих арендаторов на островах Скай и Гаррис, и планировал продать их в рабство в американских колониях под предлогом перевозки мелких преступников, что было законно и нормально для вождей того времени. Человеческий груз, в который входили мужчины, женщины и дети в возрасте от 5 лет, был погружен на корабль «Уильям», который затем высадился в Донахади на территории современной Северной Ирландии для доставки припасов. Находясь в Ирландии, несколько жертв попытались сбежать, что привлекло внимание местных судей, которые сообщили об этом британскому правительству. Норман и сэр Александр успешно отрицали свою причастность к инциденту и не были привлечены к ответственности со стороны государственных органов, которые вместо этого обвинили нескольких заговорщиков, лично участвовавших в транспортировке жертв.

## Якобитское восстание
Норман Маклауд и его клан поддержали правительство во время Восстания якобитов 1745 года. Первоначально Норман пообещал свою поддержку этому делу, но как только Чарльз Эдвард Стюарт прибыл в Шотландию, он, как известно, работал против дела якобитов. Историк Джеймс Хантер предположил, что его отношения с лордом-президентом Дунканом Форбсом из Каллодена, который снял с него обвинения после инцидента с Кораблем народа, сыграли ключевую роль в его решении поддержать Ганноверскую династию. В 1745 году он собрал несколько независимых отрядов для британского правительства. В декабре Норману было приказано выступить со своими войсками и вступить в бой с лордом Льюисом Гордоном. Норман покинул Инвернесс 10 декабря вместе с примерно 700 мужчинами. В ночь на 23 декабря он потерпел поражение от превосходящих сил под командованием Гордона в битве при Инверури. Около 70 человек Нормана были убиты, ранены или взяты в плен.
Норман и его клан не принимали участия в битве при Каллодене. Вместо этого они и Макдональды из Слита остались на Скай. 22 апреля, после битвы, Уильям, герцог Камберлендский, приказал Джону Кэмпбеллу, 4-му графу Лаудону, отправить всех своих людей в Хайленд и опустошить земли людей, поддержавших восстание. Затем Лаудон переправился на материк примерно с 500 своими людьми, но за ним последовали Макдональды и Норман, у которых вместе было около 1200 человек. Несколько дней спустя объединенные силы опустошили земли Гранта из Гленмористона. Люди Нормана также совершили набег на близлежащий остров Раасай после поражения якобитов. Остров был домом Маклаудов из Раасая, которые поддерживали дело якобитов и присутствовали в Каллодене. Люди Нормана разрушили 32 лодки, 300 домов и убили 1000 коров, овец и лошадей.

## Псевдоним
Норман в свое время был известен под прозвищем «Злой человек» (шотландский гэльский : An Droch Dhuine). Отчасти это может быть связано с тем, что в период своего несовершеннолетия он потратил 60 000 фунтов стерлингов и оставил своему поместью долг в размере 50 000 фунтов стерлингов. В результате этого долга были потеряны исконные земли кланов Гаррис и Гленелг. Инцидент с Кораблем народа, попытка погасить этот долг, также стал основной причиной его прозвища. Другая причина этого имени связана с его участием в деле леди Грейндж и жестоким обращением с его первой женой. В 20 веке дама Флора Маклауд из Маклауда, 28-й вождь клана Маклауд, пыталась изменить свое нелестное прозвище на «Красный человек» из-за цвета тартана, который он носит на портрете, написанном Алланом Рэмзи.

## Семья
Норман Маклауд был дважды женат. В декабре 1724 года он женился первым браком на Джанет Макдональд, дочери сэра Дональда Макдональда из Слита, 4-го баронета, и Мэри Макдональд. Норман заставил свою жену жить со своей свекровью и несколькими невестками в замке Леод. К 1733 году пара рассталась и оставалась отдельно друг от друга семь лет. В 1740 году Дункан Форбс из Каллодена смог договориться о примирении между парой, и затем она жила с Норманом до своей смерти в 1743 году. Согласно традиции, Норман стал причиной смерти Джанет, заперев её в темнице замка Данвеган и оставив ее голодать там. В этом браке у пары родились сын и две дочери:
- Джон Маклауд из Маклауд Младший (30 апреля 1730 — 7 января 1767), отец Нормана Маклауда (1754—1801), 22-го вождя клана Маклауд (1772—1801).
- Эмилия Маклауд
- Энн Маклауд

Через пять лет после смерти Джанет Норман женился на Энн Мартин (? — 1802), дочери Уильяма Мартина из Инчфюра. У пары было три дочери:
- Элизабет Маклауд
- Энн Маклауд
- Мэри Маклауд

У Нормана также было два внебрачных сына, Александр и Норман.

## Смерть
Норман Маклауд скончался 21 июля 1772 года и был похоронен на кладбище собора Святого Андрея в Сент-Эндрюсе. Ему наследовал его внук Норман Маклауд.